# کانول
کانول (به ایتالیایی: Cannole) یک کومونه در ایتالیا است که در استان لچه واقع شده‌است.

## خصوصیات
کانول ۲۰ کیلومترمربع مساحت و ۱٬۸۰۲ نفر جمعیت دارد و ۱۰۵ متر بالاتر از سطح دریا واقع شده‌است.